# تشارلز لويد
تشارلز لويد (11 أغسطس 1789 - 20 يونيو 1876)  (بالإنجليزية: Charles Lloyd)‏ هو لاعب كريكت بريطاني.